# Epiphyllum thomasianum subsp. costaricense
Epiphyllum thomasianum subsp. ignescens ist eine Unterart der Pflanzenart Epiphyllum thomasianum in der Gattung Epiphyllum aus der Familie der Kakteengewächse (Cactaceae). Das Epitheton costaricense verweist auf das Vorkommen der Unterart in Costa Rica.

## Beschreibung
Epiphyllum thomasianum subsp. ignescens wächst buschig verzweigt mit bis zu 2 (selten 3,75) Meter langen Trieben. Die Haupttriebe sind an der Basis lang drehrund. Die Areolen stehen in 5 bis 6 Reihen und tragen Borsten. Die dünnfleischigen grünen Seitentriebe sind 25 bis 75 Zentimeter lang und 9 bis 12,5 Zentimeter breit. Ihre Ränder sind leicht eingebuchtet und bräunlich verhornt. Die Areolen stehen 4 bis 6 Zentimeter voneinander entfernt.
Die trichterförmigen Blüten sind bis 26 Zentimeter lang und erreichen Durchmesser bis 26 Zentimeter. Ihr Perikarpell ist in den Achseln der untersten Schuppen mit einigen Haaren bedeckt. Ihre Blütenröhre ist gebogen. Die äußeren Blütenhüllblätter sind lachsfarben und besitzen eine gelbliche Spitze. Die inneren Blütenhüllblätter sind weiß. Die ellipsoiden, roten, leicht gerippten Früchte werden, bei einem Durchmesser von 7 Zentimetern, bis 9 Zentimeter lang.

## Verbreitung und Systematik
Epiphyllum thomasianum subsp. ignescens ist in Costa Rica, Panama und Kolumbien in Höhenlagen von 650 bis 1200 Metern verbreitet.
Die Erstbeschreibung als Phyllocactus costaricensis wurde 1902 von Frédéric Albert Constantin Weber veröffentlicht. Ralf Bauer stellte die Art 2003 als Unterart zur Art Epiphyllum thomasianum. Weitere nomenklatorische Synonyme Epiphyllum costaricense (F.A.C.Weber) Britton & Rose (1913) und Epiphyllum thomasianum var. costaricense (F.A.C.Weber) Kimnach (1965).

## Nachweise